# Acontias breviceps
Acontias breviceps là một loài thằn lằn trong họ Scincidae. Loài này được Essex mô tả khoa học đầu tiên năm 1925.

## Hình ảnh

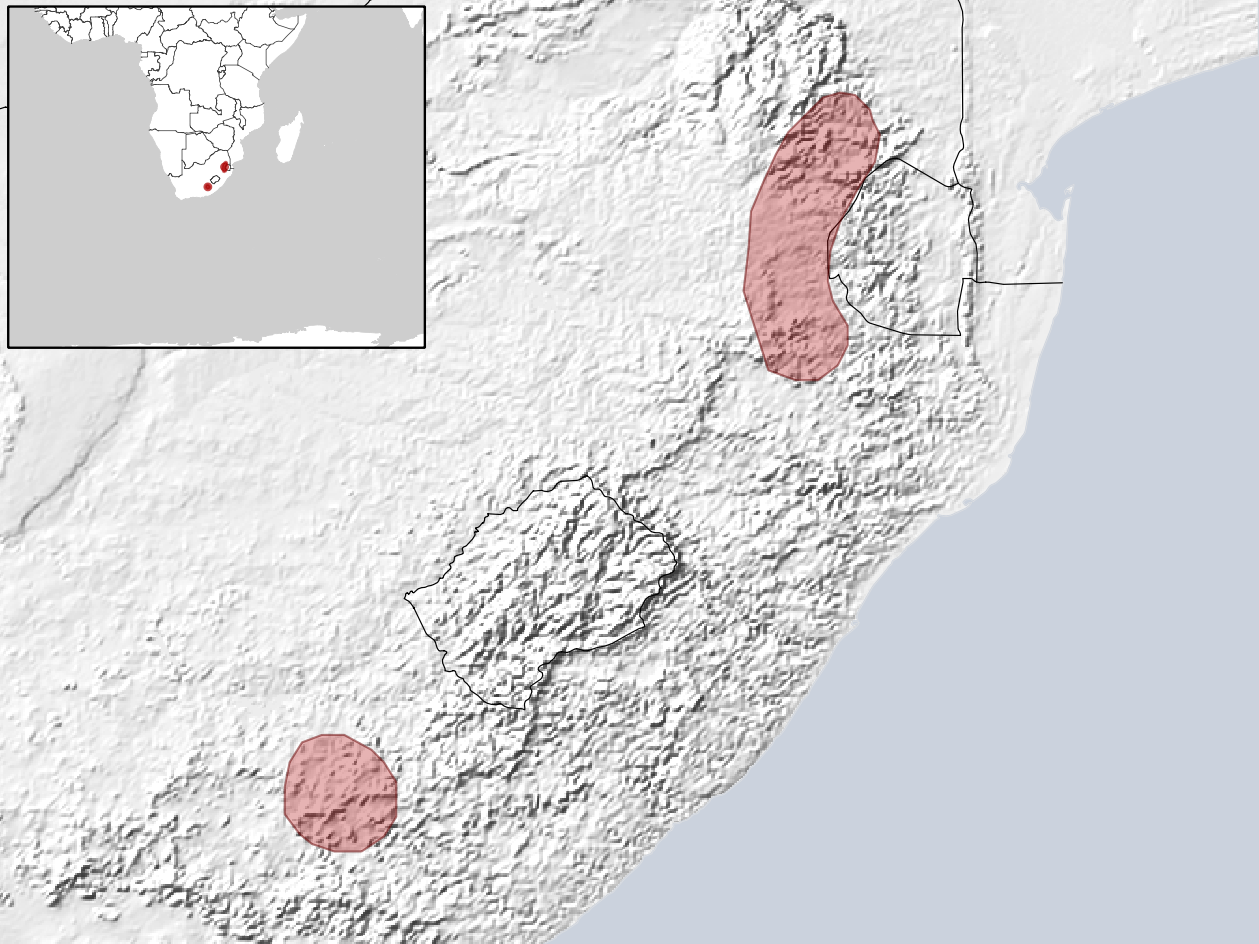